# Bucolic suite
Bucolic suite is een compositie van Ralph Vaughan Williams. Bucolic is een oud-Engels woord voor landelijk, herderlijk. De suite is dan ook pastoraal van karakter. De componist had het in eerste instantie afgerond in november 1900, maar was er niet tevreden over. Pas nadat hij in 1901 een revisie had doorgevoerd kon het zijn goedkeuring dragen. Het werd op 10 maart 1902 voor het eerst uitgevoerd door het symfonieorkest Bournemouth Municipal Orchestra onder leiding van Dan Godfrey. Het schijnt dat het daarna nog een aantal keren als manuscript op de lessenaar lag, maar dit vroege werk verdween uit zicht. Pas in 2012 volgde een eerste uitgave.
De suite bestaat uit vier delen:
1. Allegro
2. Andante
3. Intermezzo (allegro)
4. Finale (allegro)

De orkestratie is voor een standaard symfonieorkest, waarbij Vaughan Williams de kleuring licht houdt:
- 2 dwarsfluiten (waarvan 1 ook piccolo, 2 hobo, 2 klarinetten, 2 fagotten
- 4 hoorns, 2 trompetten, 3 trombones
- 3 pauken, percussie, harp
- violen, altviolen, celli, contrabassen